# La cura dal benessere
La cura dal benessere (A Cure for Wellness) è un film del 2016 diretto da Gore Verbinski.
Il regista, dopo aver firmato la regia di successi della saga Pirati dei Caraibi e di Rango, per il quale ha vinto il Premio Oscar (nella categoria Miglior film d'animazione), si dedica nuovamente al genere thriller/horror, dopo ben 14 anni dal remake statunitense di The Ring. Sceneggiato da Justin Haythe, il quale aveva già scritto la precedente pellicola di Verbinski, The Lone Ranger. Il film è interpretato da Dane DeHaan, Jason Isaacs e Mia Goth nei ruoli dei protagonisti, mentre in ruoli secondari troviamo attori come Harry Groener, Adrian Schiller e Celia Imrie.

## Trama
Quando Roland Pembroke annuncia per lettera di essersi ritirato in un centro benessere sulle Alpi Svizzere e di non voler più tornare a New York, l'agenzia di cui è l'amministratore delegato manda  il giovane e ambizioso broker Lockhart a recuperarlo. 
Lockhart, dopo un incidente d'auto, si ritrova costretto a soggiornare anche lui nel centro dove, il direttore sanitario, il Dr. Heinrich Volmer, ha sviluppato una cura miracolosa che porta ogni ospite a decidere di restare.
È così che il giovane, dopo aver conosciuto Hannah, una giovane e misteriosa paziente, scopre i terrificanti misteri del luogo e che la cura per il raggiungimento del benessere del dottore è davvero poco ortodossa.

## Produzione

### Pre-produzione
Il 7 ottobre 2014 venne annunciato che Gore Verbinski avrebbe diretto la sceneggiatura di Haythe. L'8 aprile dell'anno successivo Dane DeHaan e Mia Goth vennero entrambi aggiunti nel cast, rispettivamente nei ruoli di Lockart e Hannah e venne anche annunciato che il film sarebbe stato distribuito dalla 20th Century Fox e prodotto dalla Blindwink, casa di produzione gestita da Verbinski. Quasi due mesi dopo, il 2 giugno, venne scelto Jason Isaacs per impersonare il dottor Volmer.

### Riprese
Nonostante il film sia ambientato nelle Alpi svizzere, le riprese si sono svolte in Germania, nel Castello di Hohenzollern e presso il complesso abbandonato di Beelitz-Heilstätten, ex ospedale per i militari della prima guerra mondiale. Il paesino svizzero sottostante al centro benessere è in realtà il paesino tedesco di Schraplau. Tra i luoghi delle riprese, vi era inizialmente anche Vienna, nella quale avrebbe dovuto essere girata la scena delle grotte ma alla fine venne costruito un set sostitutivo per esse nello Studio Babelsberg.
Le riprese iniziarono il 22 giugno 2015 e proseguirono per cinque mesi, con un budget di $40 milioni, con quasi 1/4 dei quali offerti dalla DFFF (il cui nome intero è traducibile in italiano come Fondo Tedesco per la Produzione Cinematografica). A cura della fotografia, troviamo Bojan Bazelli, che torna a riprendere un film di Verbinski dopo The Ring e The Lone Ranger.
Per quanto riguarda il lungo periodo di riprese, Dane DeHaan ha riferito in una video-intervista a Joblo.com che Per il film sono occorsi cinque mesi di riprese, ma non per una sovrabbondanza di effetti speciali, ma perché Gore Verbinski particolareggia ogni ripresa e ciò richiede molta pazienza.
Per girare la scena della cisterna di deprivazione sensoriale, sono state impiegate due settimane, producendo ogni seduta circa venti minuti di materiale. DeHaan non aveva niente che gli coprisse occhi o naso e talvolta, usciva dalla cisterna per delle pause. Ha anche rivelato che c'è stato un episodio in cui qualcosa è andato storto, senza specificare che cosa. Se gli fosse capitato qualcosa di grave, un tuffatore sarebbe stato pronto per recuperarlo. L'attore ha ammesso che è stato terrificante da girare.
Per girare invece la scena del dentista, sono occorsi due giorni e DeHaan ha dichiarato che è stato inaspettatamente semplice e divertente.
In diverse scene, come la scoperta delle anguille nel bagno del protagonista, sono state utilizzate delle vere anguille. In altre scene, come quella della vasca da bagno, c'è stato un misto tra vere anguille ed altre digitali. Invece, nella scena della cisterna e del bagno di Hannah in piscina, le anguille sono tutte digitali. Per la scena in cui la Goth si trova nella vasca da bagno immersa nelle anguille è stato costruito un calco verde del suo corpo, ma l'attrice ha lamentato che è dovuta rimanere ferma per ben tre ore e che i segni del calco le sono rimasti sul corpo per un paio di settimane.
Una piccola porzione del set allo Studio Babelsberg è andata a fuoco durante le riprese del finale nella grotta. Inizialmente, era un incendio controllato, ma è peggiorato dopo pochi minuti.

### Colonna sonora
Assieme a The Mexican - Amore senza la sicura e Un topolino sotto sfratto, questo è il terzo film di Verbinski dove le musiche non sono state composte da Hans Zimmer. È Benjamin Wallfisch a scrivere ed orchestrare le musiche.
Il 10 febbraio 2017, è uscita negli store digitali la colonna sonora di Wallfisch, con il titolo A Cure for Wellness: Gore Verbinski's Original Motion Picture Soundtrack e che si compone di queste diciotto tracce:
1. Hannah and Volmer – 4:35
2. Nobody Ever Leaves – 1:49
3. Bycicle – 2:00
4. The Rite – 3:42
5. Feuerwalzer – 3:44
6. Magnificent, Isnt't It – 2:11
7. Actually I'm Feeling Much Better – 2:00
8. Clearly He's Lost His Mind – 2:49
9. Our Thoughts Exactly – 1:04
10. Volmer Institut – 3:02
11. Terrible Darkness – 3:18
12. Lipstick – 4:22
13. Waiting – 0:56
14. Zutritt Verboten – 3:38
15. There's Nothing Wrong With You People – 1:26
16. Lockhart's Letter – 2:12
17. Volmer's Lab – 3:32
18. I Wanna Be Sadated (feat. Mirel Wagner) – 3:38

A chiudere la colonna sonora, troviamo una cover di I Wanna Be Sedated dei Ramones, suonata con una chitarra e cantata da Mirel Wagner. Una versione alternativa della canzone molto più inquietante e con parte della colonna sonora composta da Wallfisch, può essere sentita nel teaser trailer del film.
Nel film è anche presente la canzone Spliff, quarta traccia contenuta nel secondo album della band austriaca Bilderbuch, intitolato Schick Schock. A far partire la canzone è Hannah, azionandola in un juke-box.

## Distribuzione

### Marketing virale
Alla fine del 2016, cinque siti di notizie false vennero creati dalla 20th Century Fox. Vari articoli su celebrità (come uno sulla presunta conversione all'Islam di Lady Gaga, uno sulle abolizioni delle vaccinazioni da parte di Donald Trump e tanti altri) vennero poi condivisi su Facebook, ricevendo pareri estremamente negativi da parte dei lettori. È stato poi successivamente annunciato che si trattava di una campagna pubblicitaria per il film, in quanto ogni articolo conteneva l'hashtag #cureforwellness.
Oltre ciò, la casa di distribuzione aprì anche un canale YouTube dal nome Take The Cure. Al suo interno, sono stati caricati otto video, ma solamente negli ultimi quattro è stato scritto il titolo del film e la sua data di uscita. Tra i primi quattro, troviamo There Is A Cure e tre finti tutorial di meditazione, Air Is The Cure (in cui è presente una ripresa aerea di una sezione della location), Water Is The Cure (dove è presente la nota ripresa della Goth mentre è immersa nelle acque, che in questo video viene ripetuta in loop) ed Earth Is The Cure (in cui è presente uno screenshot animato di una scena che ritrae DeHaan seduto in una panchina di fronte alle Alpi).

### Materiale pubblicitario
Il primo teaser trailer ufficiale del film è stato distribuito dalla 20th Century Fox il 19 ottobre 2016 sia in lingua originale che in italiano. Il trailer completo venne invece pubblicato due mesi dopo, il 20 dicembre 2016. Il film ha avuto uno spot televisivo creato e trasmesso appositamente per la pausa pubblicitaria del Super Bowl del 2017, dodici giorni prima della sua uscita nelle sale cinematografiche statunitensi e canadesi.
Del film, prima della sua uscita, vennero distribuite tre clip. Tuttavia, solo Sei qui per la cura? e Ci prenderemo cura di lei sono state distribuite anche in italiano. La terza, Sensory Deprivation Tank, è comunque presente in inglese.

### Date di uscita
Le date di uscita internazionali nel corso del 2017 sono state:
- 15 febbraio in Francia, Corea del Sud, Filippine;
- 16 febbraio in Argentina, Brasile, Cile, Repubblica Ceca, Danimarca, Grecia, Hong Kong, Croazia, Ungheria, Paesi Bassi, Perù, Singapore;
- 17 febbraio in Stati Uniti, Canada, Finlandia, Norvegia, Polonia, Romania, Svizzera, Taiwan, Sudafrica;
- 20 febbraio in Cambogia;
- 23 febbraio in Germania;
- 24 febbraio in Regno Unito, Estonia, Irlanda, Messico;
- 17 marzo in Turchia, Lituania, Islanda;
- 23 marzo in Italia;
- 24 marzo in Spagna;
- 30 marzo in Russia.

In Argentina, Cile, Perù e Messico, il film è stato intitolato La cura siniestra (La cura sinistra); in Brasile, semplicemente A Cura; in Francia gli è stato assegnato il titolo inglese A Cure for Life (Una cura per la vita); in Spagna e Portogallo, rispettivamente La cura del bienestar e Cura de Bem-Estar (entrambi traducibili in La cura del benessere).

### Divieti
Negli Stati Uniti, il film è stato classificato come R (vietato ai minori di 17 anni non accompagnati) per via di immagini e contenuti violenti, nudità, linguaggio, contenuti a sfondo sessuale, incluso un abuso. In Italia, invece, il film è stato vietato ai minori di 14 anni.

### Edizione italiana
Il doppiaggio italiano è stato eseguito dalla Pumais Due e curato da Fiamma Izzo.

### Home Video
La cura dal benessere è uscito sulle piattaforme digitali americane il 30 maggio 2017. La settimana successiva, il 6 giugno, è stato invece distribuito in DVD e Blu-ray. Per quanto riguarda l'Italia, il film uscirà sia in DVD che in Blu-ray il 25 agosto dello stesso anno.
Tra i contenuti speciali saranno presenti una scena eliminata dal titolo È magnifico qui, tre meditazioni, e una featurette sulla colonna sonora.

## Accoglienza

### Incassi
Negli Stati Uniti e in Canada, il film ha incassato $8 milioni, rivelandosi un estremo fallimento (il costo della produzione è stato di $40 milioni). Durante il suo weekend di apertura, si prevedeva un incasso tra i 6 e gli 8 milioni, finendo per incassarne in realtà 4 milioni, piazzandosi alla decima posizione della classifica e già rivelandosi un flop. Nella sua terza settimana, il film venne tolto dal 98% delle sale cinematografiche (da 2704 a sole 88), incassando solamente $31.000 e risultando il secondo film in assoluto ad essere tolto da più di 2500 cinema nella terza settimana dall'uscita (il film che detiene questo infelice record è La legge della notte). Anche a livello internazionale la pellicola non ha avuto successo, incassando circa $18 milioni, raggiungendo così un incasso globale di soli $26 milioni.
In Italia, è stato distribuito in 158 sale e, nel suo primo weekend, ha incassato €294.000, posizionandosi al nono posto. L'incasso complessivo è stato di €516.000.

### Critica
La cura dal benessere ha ricevuto opinioni miste da parte della critica. Le riprese, le scenografie, le musiche, le interpretazioni e l'ambizione generale del progetto sono state generalmente acclamate, ma molti critici concordano che i punti deboli del film siano la sua struttura narrativa e la sua lunghezza. Su Rotten Tomatoes, il film ha una percentuale del 42% di critiche positive e la frase-consenso inserita nel sito dice: "La cura dal benessere vanta uno stile visivo impressionante, ma è sprecato su una storia derivata e prevedibile, i cui colpi di scena, risvolti narrativi e spaventi sono stati già trattati in maniera più efficace in passato". Su Metacritic gli è stato assegnato un 47 su 100, mentre su IMDb ha un 6,5 su 10.
Anche in Italia, La cura dal benessere ha ricevuto critiche sostanzialmente miste. La recensione presente su MyMovies gli assegna 3,5 stelle su 5, dicendo: "È in azione il miglior Verbinski. Un uso personalissimo e talora audace della macchina da presa {...}, con una predilezione dell'orrore che si insinua nel subconscio". La rivista Focus ne parla così: "Un ibrido tra thriller e horror, basato su uno spunto narrativo geniale: l'ossessione verso il benessere del nostro secolo e non solo", ma, nonostante ciò, viene aggiunto che "il finale gli fa perdere ogni credibilità", mentre La Repubblica ha elogiato che "la sua discontinuità di chiavi narrative vale a rendere interessante il film, che si diverte a depistare lo spettatore introducendo riferimenti noti per poi deviarli sistematicamente dal loro percorso abituale" ma notando che è difficile "incasellarlo in un filone preciso". Su MyMovies in generale, il film ha una media di voti di 2,91 su 5.

## Curiosità
- Quando venne chiesto a Dane DeHaan di prendere parte al film, l'attore vide qualche film di Verbinski. Fu The Ring a convincerlo di voler lavorare con il regista.[24]
- Mia Goth ha ammesso di aver letto la sceneggiatura più volte, per comprenderne meglio tutti i dettagli, anche quelli più nascosti.[25]